# Любятув (Стшелецько-Дрезденецький повіт)
Любятув (пол. Lubiatów) — село в Польщі, у гміні Дрезденко Стшелецько-Дрезденецького повіту Любуського воєводства.
Населення — 146 осіб (2011).
У 1975-1998 роках село належало до Гожовського воєводства.

## Демографія
Демографічна структура станом на 31 березня 2011 року:
|          | Загалом | Допрацездатний вік | Працездатний вік | Постпрацездатний вік |
| -------- | ------- | ------------------ | ---------------- | -------------------- |
| Чоловіки | 80      | 12                 | 62               | 6                    |
| Жінки    | 66      | 10                 | 46               | 10                   |
| Разом    | 146     | 22                 | 108              | 16                   |